# الطيران بينما مسلم
الطيران بينما مسلم أو السفر بالطيران بينما مسلم (بالإنجليزية:Flying while Muslim)هو وصف ساخر للمشاكل التي واجهها الركاب المسلمون على متن الطائرات أو أثناء التوقف أو في المطارات في أعقاب هجمات 11 سبتمبر. الإسم مستوحى من "القيادة بينما أسود", والذي يسخر بالمثل من التنميط العنصري للأمريكيين الأفارقة من قبل الشرطة وغيرها من جهات إنفاذ القانون.

## الحوادث
يعود تاريخ الاستخدام المبكر لهذه العبارة إلى منتصف سبتمبر 2001.
تم لفت انتباه وسائل الإعلام إلى هذه القضية في عام 2006 عندما تم إبعاد ستة أئمة مسلمين من رحلة تابعة للخطوط الجوية الأمريكية بعد أن زُعم أنهم تورطوا في سلوك مشبوه يذكرنا بسلوك خاطفي الطائرات في 11 سبتمبر.
في عام 2009, أزالت شركة إيرتران الجوية تسعة ركاب مسلمين, من بينهم ثلاثة أطفال, من رحلة وسلمتهم إلى مكتب التحقيقات الفيدرالي بعد أن علق أحد الرجال على آخر بأنهم كانوا يجلسون بجوار المحركات مباشرة وتساءل بصوت عالٍ عن المكان الأكثر أمانًا للجلوس. كانت الطائرة. على الرغم من أن مكتب التحقيقات الفيدرالي قد برأ الركاب فيما بعد ووصف الحادث بأنه "سوء فهم", إلا أن شركة إيرتران رفضت جلوس الركاب في رحلة أخرى, مما أجبرهم على شراء تذاكر اللحظة الأخيرة على شركة طيران أخرى تم تأمينها بمساعدة مكتب التحقيقات الفيدرالي. دافع متحدث باسم إيرتران في البداية عن تصرفات شركة الطيران وقال إنهم لن يعوضوا الركاب عن تكلفة التذاكر الجديدة. على الرغم من أن الرجال كانوا ذوي لحى تقليدية والنساء محجبات, إلا أن شركة إيرتران نفت أن تكون أفعالهم مبنية على مظهر الركاب. في اليوم التالي, بعد أن حظي الحادث بتغطية إعلامية واسعة النطاق, عكست شركة إيرتران موقفها وأصدرت اعتذارًا عامًا, مضيفة أنها في الواقع ستعوض الركاب عن تكلفة تذاكرهم المعاد حجزها.

### خطوط ساوث ويست الجوية
في 13 مارس 2011, تمت إزالة امرأة باكستانية أمريكية محجبة من رحلة تابعة لشركة ساوث ويست إيرلاينز بسبب خطأ أحد أفراد الطاقم في قولها "إنها رحلة" على هاتفها المحمول عندما قالت في الواقع "يجب أن أذهب" في إشارة إلى إقلاع الطائرة. بعد السماح لها بالعودة, رفض الطيار السماح لها بالصعود إلى الرحلة, قائلاً إن وجودها جعل أفراد الطاقم غير مرتاحين. أعطيت المرأة قسيمة ووضعت في الرحلة التالية.
في 18 نوفمبر 2015, في حادثين منفصلين, يُزعم أن الركاب في مطار ميدواي لم يُسمح لهم بالسفر على متن رحلات شركة ساوث ويست إيرلاينز عندما ادعى ركاب آخرون أنهم يخشون السفر معهم لأنهم يتحدثون العربية, أو يبدو أنهم مسلمون. وأثار الرفض إدانة واسعة على صفحات الشركة على مواقع التواصل الاجتماعي وحظي بتغطية بارزة في الولايات المتحدة ودوليا مصحوبة بدعوات لمقاطعة الشركة. وفقًا لمجلة الإيكونوميست, "في حالتين من الجنوب الغربي, كان الركاب أنفسهم يقومون بإجراء التنميط الشخصي؛ وكانت شركة الطيران مجرد رضوخ لمطالبهم".
في 6 أبريل 2016, أزالت شركة ساوث ويست راكبًا من رحلة في مطار لوس أنجلوس الدولي لتحدثه اللغة العربية قبل صده. احتجز مكتب التحقيقات الفيدرالي الراكب وفتش متعلقاته واستجوبه لعدة ساعات. ورفض متحدث باسم ساوث ويست الاعتذار ودافع عن قرارات ساوث ويست بقوله "لن نعتذر عن اتباعنا لالتزامنا بالالتزام بالإجراءات المعمول بها". قال الراكب خير الدين مخزومي, وهو لاجئ عراقي, في وقت لاحق إن هذه التصرفات كانت "تلعب دورًا مباشرًا في خطاب الدولة الإسلامية - لقد وقعوا في الفخ" و "عندها لم أستطع التعامل مع الأمر وبدأت عيني بالتدميع... الطريقة التي فتشوني بها والكلاب والضباط والناس كانوا يراقبونني والإذلال جعلني أشعر بالخوف الشديد لأنه أعاد إلي كل هذه الذكريات. هربت من العراق بسبب الحرب وبسبب صدام وما فعله بوالدي".
في 15 أبريل 2016, أزالت ساوث ويست راكبة مسلمة من رحلة في مطار ميدواي بعد أن استبدلت المقاعد مع العديد من الركاب الآخرين. وطالب متحدث باسم مجلس العلاقات الأمريكية الإسلامية "ساوث ويست" بشرح أفعالهم وقال زوج الراكبة "لقد تعرضت للإذلال بسبب دينها وطريقة لبسها".

## أنظر أيضا
- الإسلاموفوبيا
- اضطهاد المسلمين
- الصور النمطية للعرب والمسلمين في الولايات المتحدة

## روابط خارجية
- "شركة طيران تحقق من مطالبة" مسلم أثناء الطيران "بالتمييز" سي إن إن.
- "" الطيران بينما مسلم ", نيوزويك.
- "في عيون المسلمين, حالة أخرى من" الطيران بينما مسلم ", لا كروس تريبيون.[وصلة مكسورة]
- "فحص المطار لفيلم Flying while Muslim" سي إن إن.